# غالينستان
غالينستان (Galinstan) هي سبيكة سهلة الانصهار تتركب وفق نظام أصهري من الغاليوم (68%) والإنديوم (22%) والقصدير (10%). سميت هذه السبيكة حسب العناصر المكونة لها، وهذا الاسم هو رمز علامة تجارية مسجلة لشركة Geratherm Medical AG الألمانية.
تكون سبيكة غالينستان سائلة عند درجة حرارة الغرفة؛ حيث أنها تتصلب عند - 19 °س. بسبب انخفاض سميتها ولانخفاض النشاط الكيميائي للعناصر المكونة لها فإنها تستخدم في التطبيقات كبديل لفلز الزئبق السام أو سبيكة صوديوم-بوتاسيوم مرتفعة النشاط.

## اقرأ أيضاً
- سبيكة وود
- سبيكة روز
- سبيكة فيلد